# Никольское (Сычёвский район)
 Никольское — деревня в Смоленской области России, в Сычёвском районе. Расположена в северо-восточной части области в 2,5 км к северо-востоку от Сычёвки, на левом берегу реки Вазуза, у автодороги Р134 «Старая Смоленская дорога» Смоленск — Дорогобуж — Вязьма — Зубцов. Население — 301 житель (2007 год). Административный центр Никольского сельского поселения.

## Известные личности, связанные с селом
В сентябре 1917 года Михаил Булгаков с фронта был отозван — в порядке мобилизации в Москву, а затем в распоряжение смоленского губернатора. Сельские больницы, оголенные военным призывом, оставались совсем без врачей. Их срочно замещали выпускниками. Так Михаил Булгаков, военнообязанный, «ратник ополчения второго разряда», стал заведующим и единственным врачом Никольской сельской больницы в глухом Сычевском уезде.
Потом, в «Записках юного врача», этот период предстанет едва ли не как самый светлый в его биографии — благословенный и трудный период испытания мужества и врачебного мастерства, творческой, полезной и признанной работы.

## Экономика
Сельхозкооператив «Никольский», школа.